# Paul Vaillant-Couturier
Pour les articles homonymes, voir Vaillant et Couturier.
Ne doit pas être confondu avec Paul-Louis Courier.
Paul Couturier, connu sous le pseudonyme de Paul Vaillant-Couturier, né le 8 janvier 1892 à Paris et mort le 10 octobre 1937 dans la même ville, est un écrivain, journaliste et homme politique français. Il a participé à la fondation du Parti communiste français.
Il est député de la Seine de 1919 à 1928 et de 1936 à 1937 et maire de Villejuif de 1929 à 1937.
Il est rédacteur en chef de L'Humanité de 1926 à 1929 et de 1935 à 1937.

## Origines
Né le 8 janvier 1892 à Paris dans une famille d'artistes lyriques (sa mère, Marguerite Vaillant, dont le nom de scène était Vaillant-Couturier, était une cantatrice célèbre entre 1890 et 1900), Paul Vaillant-Couturier grandit dans le 16e arrondissement de Paris, fait sa scolarité au lycée Janson-de-Sailly et poursuit ses études jusqu'à la licence d'histoire, suivie d'un doctorat en droit ; mais il n'exerce ensuite comme avocat qu'à de très rares occasions, en 1924, une première fois, et en 1930, lorsqu'il est en froid avec le Parti communiste français (PCF), et n'a pas d'autres moyens de subsistance.
Ses premières ambitions sont littéraires et artistiques. Il participe à la revue anarchisante Les Actes des poètes, de Roger Dévigne, avec Albert-Jean, René Bizet et Monique, revue créée en décembre 1909, et comportant 12 numéros. Il écrit en 1912 et 1913 un recueil de poèmes (publié aux Éditions du Temps présent, une maison d'édition chrétienne), La Visite du berger, et deux pièces de théâtre, jouées en province. Avec L'Auréole, un poème consacré à la conversion du père de l'église saint Augustin, mis en musique par une vieille gloire musicale, Édouard Trémisot, il s'essaie également à l'opéra. Celui-ci sera joué à Nice en 1913.
À la même époque, il se consacre aussi à la peinture, et expose avec son ami Jean d'Espouy des aquarelles au Salon des artistes français. En mars 1930, une deuxième exposition montre une quarantaine de toiles réalisées pour partie lors de ses emprisonnements en 1928 et 1929.

## Première Guerre mondiale
Il participe à la Première Guerre mondiale durant toute la durée du conflit (il est démobilisé en octobre 1918). Entré dans la guerre dandy et croyant, il en sort pacifiste et socialiste. Bachelier, il est mobilisé en 1914 comme deuxième classe dans l'infanterie où il sert jusqu'en 1916 ; puis, ayant décidé de changer d'arme, il entre dans l'artillerie d'assaut et termine la guerre comme sous-lieutenant. Pendant la guerre de tranchées qu'il vit sur le front en Champagne, il est blessé une première fois par un éclat d'obus en septembre 1915, au début de la grande offensive de Champagne. Il l'est une seconde fois en juillet 1918, par les gaz, à bord de son char. Ces faits d'armes, dont il ne se vantait pas, lui ont inspiré des pages assez critiques et sombres dans son livre Lettres à mes amis paru en 1919.
Le pacifisme qu'il manifeste à partir de 1916 à travers des articles de presse dans les différents journaux pacifistes proches de la Section française de l'Internationale ouvrière et des milieux anarchisants, est sanctionné par la hiérarchie militaire in extremis le 2 novembre 1918 par 30 jours de forteresse. Les paroles de La Chanson de Craonne ont été retranscrites et publiées par Vaillant-Couturier dans son livre La Guerre des soldats, publié avec son ami Raymond Lefebvre. Cette chanson, chantée par les soldats sur le front, puis peut-être par les mutins lors des événements d'avril-juin 1917, interdite par le commandement, est devenue ensuite l'un des grands hymnes du pacifisme.
Pour ses faits d'armes, il reçoit plusieurs distinctions, cinq citations à l'ordre de l'armée, la médaille militaire (dont il s'en veut immédiatement de l'avoir acceptée) et la Croix de guerre 1914-1918, mais non la Légion d'honneur contrairement à ce qui est parfois écrit.

## Journaliste
En décembre 1916, à la suite de son ami Raymond Lefebvre, il adhère à la Section française de l'Internationale ouvrière (SFIO). Son expérience de journaliste se réduit alors à quelques participations à des revues de jeunes artistes du début du siècle.
Avec Henri Barbusse et Raymond Lefebvre, en 1917, il crée l'Association républicaine des anciens combattants (ARAC) puis, en 1919, Clarté, une revue et un groupement qui cherchent à regrouper des membres des professions intellectuelles et artistiques dans l'esprit de l'appel de Romain Rolland, Au-dessus de la mêlée. Dans les deux cas, il s'agit d'organiser des hommes et des femmes en marge et au-dessus des partis politiques et des associations existantes au nom de la paix des peuples à construire.
En janvier 1917, il entre à la rédaction du Canard enchaîné où il se lie d'amitié avec Henri Béraud et Roland Dorgelès. De sa collaboration naît sa rubrique « Les vers s'y mettent », où il décoche des épigrammes et bouts rimés à l'adresse de personnalités en vue ou d'institutions. Les 18 et 25 juin 1919, sous le titre « De l'inutilité du poilu pendant la guerre », il se livre dans ce journal à une analyse à chaud de la guerre et dénonce la paix « impérialiste » et belligène que les chancelleries vont imposer à l'Allemagne. Il développe aussi le thème d'un « poilu imaginaire », fabriqué de toutes pièces par l'arrière et celui de la fraternité d'armes entre adversaires ayant vécu les mêmes souffrances. Après la guerre, il quitte le Canard enchaîné. Il est aussi au même moment l'un des collaborateurs de La Vérité de Paul Meunier, du Journal du Peuple et du Populaire de Paris, dirigé par Jean Longuet, comme d'autres jeunes journalistes de talent tels qu'Henri Béraud. Il entre ensuite, en 1920 seulement, à L'Humanité lorsque commence dans les rangs de la SFIO la bataille pour l'adhésion à la IIIe Internationale.

## Parcours politique

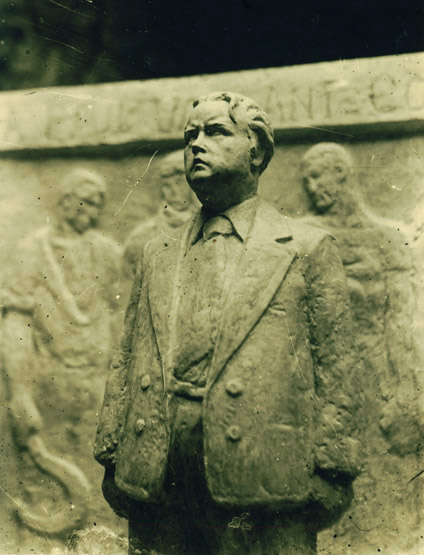
Paul Vaillant-Couturier par le sculpteur Victor Nicolas (maquette en plâtre, 1938).

En 1919, il est élu député de la 1re circonscription de Paris avec 59 517 voix sur 187 445 suffrages exprimés sur la liste SFIO contre Paul Pugliesi-Conti, qui en a recueilli 84 866 mais n'est pas élu. Parmi ses colistiers figurent Marcel Sembat et Marcel Cachin.
Après le congrès de Tours en 1920, dont il est l'un des orateurs, il participe à la fondation du Parti communiste. Il est de la même tendance de gauche que Boris Souvarine et Alfred Rosmer. La bolchévisation le sépare de ses compagnons, mais ne l'amène pas à les renier, ce qui lui vaut une première mise à l'écart temporaire des organismes dirigeants du Parti communiste. Sa grande popularité acquise dans les meetings où il excelle à galvaniser les foules, lui permet d'être réélu en 1924 à la tête de la liste communiste dans le département de la Seine, en banlieue.
C'est en prison, où ses articles antimilitaristes et antifascistes (il a attaqué Mussolini nommément) l'ont conduit, en 1928, qu'il apprend son élection à la tête de la liste communiste à Villejuif aux élections municipales de 1929, une candidature imposée par la direction du PC et qu'il tente de refuser, en vain. Élu maire ensuite, il est réélu en 1935 et le reste jusqu'en 1937. Il devient également, la même année, conseiller général de la Seine, et en mai 1936, au premier tour, député de la circonscription de Villejuif. Il est au cours de ses deux mandats un maire soucieux de culture et désireux de lutter contre les effets de la crise économique qui se font durement sentir à partir de 1932. L'école Karl Marx, conçue et construite par l'architecte André Lurçat en pur style internationaliste, est son premier grand œuvre en tant que maire. Elle est inaugurée le 10 juillet 1933 en présence de Maurice Thorez, de Marcel Cachin et de la plupart des dirigeants communistes. Elle doit préfigurer l'esprit de ce que les communistes seront capables de faire lorsqu'ils auront pris le pouvoir.

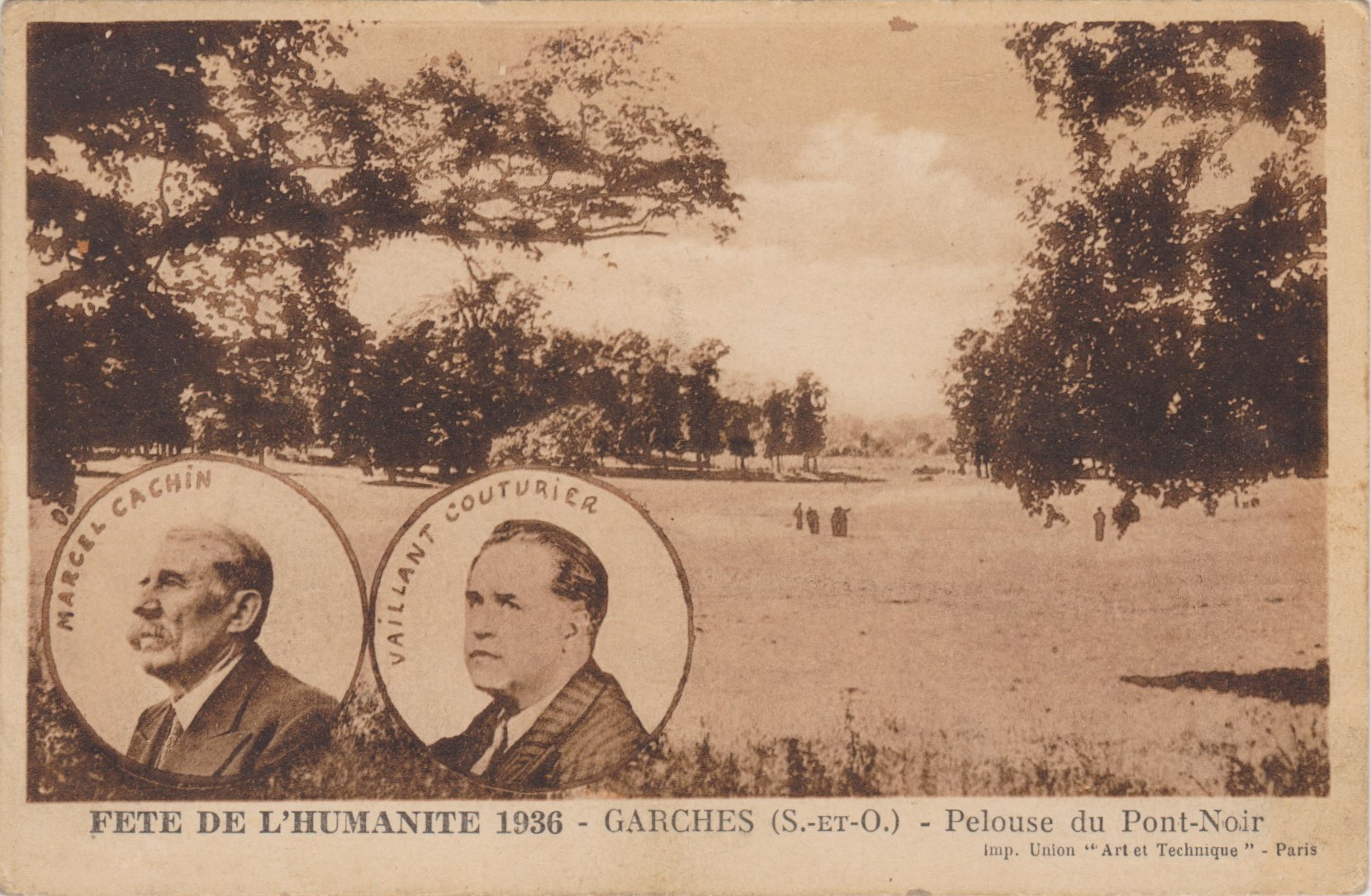
Carte postale émise en août 1936, diffusée par les Comités de défense de L'Humanité (CDH), pour les participants de la fête de l'Humanité qui a lieu à Garches. Paul Vaillant-Couturier figure, emblématiquement, en médaillon, à côté du directeur du journal, Marcel Cachin.

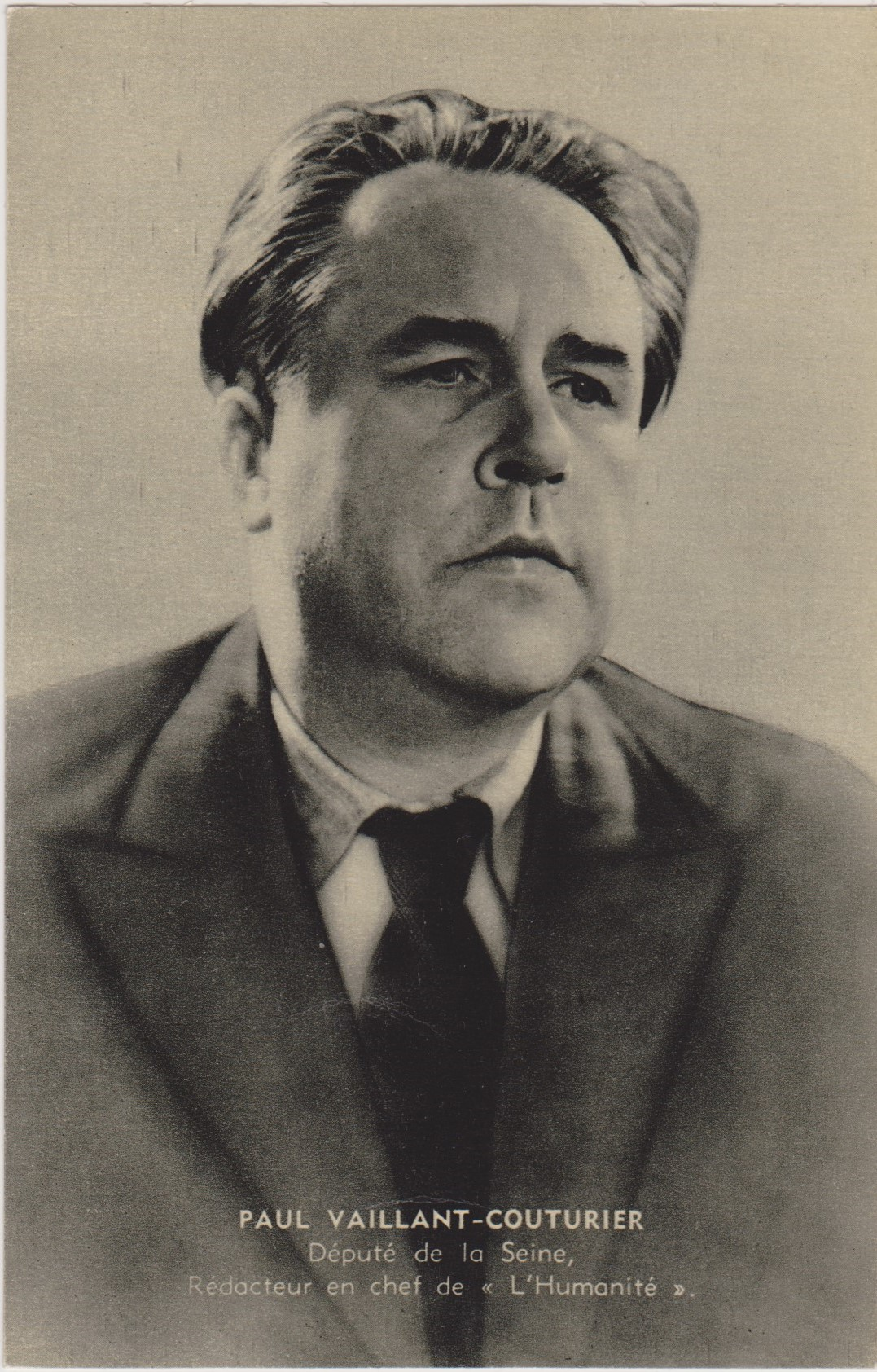
Paul Vaillant-Couturier, député de la Seine, rédacteur en chef de l'Humanité.

Rédacteur en chef éphémère d'un quotidien communiste du soir L'Internationale, entre septembre 1923 et janvier 1924, le même poste lui échoit à L'Humanité d’avril 1926 à septembre 1929, puis, officiellement, à nouveau de juillet 1935 à sa mort subite en 1937, mais, officieusement, dès mai 1934, grâce à l'appui de Maurice Thorez, et de Marcel Cachin. En tant que rédacteur en chef du quotidien communiste, il assiste aux réunions du bureau politique. Les deux fois, il propose des modifications substantielles pour faire du journal d'opinion également un journal d'information. Pour cela, il sollicite des collaborations d'intellectuels membres ou proches du mouvement communiste et préconise de soigner l'écriture des articles en ne s'interdisant pas l'humour. Ces choix journalistiques et la dynamique du mouvement font de L'Humanité le principal journal du Front populaire. Ils ont contribué aussi en 1926 et 1927, lorsque Pierre Semard était secrétaire général du Parti communiste, à élargir l'audience du quotidien communiste. La campagne contre l'exécution de Sacco et Vanzetti fait date. De même l'enquête sur le scandale financier de la Gazette du Franc, le journal de la banquière Marthe Hanau.
Pour L'Humanité, il réalise aussi de grands reportages sur l'URSS plan quinquennal en 1931 et 1932, sur la Chine en 1933, sur l'Espagne en 1934 et en 1936-1937. Il avait participé, en 1933 à Shanghai, à un congrès antifasciste. Pour le journal communiste, ce sont les premiers du genre. Ceux sur le plan quinquennal sont publiés en trois brochures intitulées Les bâtisseurs de la vie nouvelle. Leur titre dit l'enthousiasme de leur auteur pour les transformations en cours en URSS. Y sont dites aussi, mais à mots couverts les limites de celles-ci, les objectifs non atteints, les pénuries, les constructions plus rêvées que réelles. Son éloge de la réforme agricole soviétique sera cependant en décalage avec la réalité de la famine en URSS, y compris l'Holodomor en Ukraine, en Kazakhstan, et en Russie, qui terrasse plusieurs millions de personnes au moment même où il réalise ses reportages. Dans un reportage sur un kolkhoze, Vaillant-Couturier relate avoir vu « une montagne de pains » et, interrogeant une femme sur l' affirmation de « la presse bourgeoise et social-fasciste » selon laquelle « le gouvernement vous a affamés pour organiser le dumping du blé. », celle-ci lui rétorque : « Tu diras aux paysans de chez toi qu'on leur ment ! Dis aussi aux ouvriers de France que s'ils ont faim, nous leur enverrons notre pain. »
De même, il lance en 1935 de grandes enquêtes sur la France aux thématiques sociales et culturelle : les jeunes et la crise économique, publiées ensuite dans Le Malheur d'être jeune, la famille, l'aviation populaire. Louis Aragon les a évoquées en 1976, au moment du 20e congrès du PCF, celui où il fut question de morale en même temps que fut abandonnée la notion de dictature du prolétariat, car certains de leurs articles parlent de l'amour.
Ces thématiques prolongent le travail déjà effectué dans les rangs de l'Association des écrivains et artistes révolutionnaires (AEAR) qu'il fonde en février 1932, à son retour d'URSS à la demande de l'Union internationale des écrivains révolutionnaires (UIER) et du bureau politique du PC, dont il est le secrétaire jusqu'en 1936, et qui, après des débuts dans le pur style de l'Agitprop soviétique, contribue à la naissance du mouvement de Front populaire dans les milieux intellectuels en les mobilisant et en les accueillant sans exiger une allégeance de béni-oui-oui. C'est du moins ce qu'affirme Vaillant-Couturier dans son discours prononcé devant le comité central du PC en octobre 1936, publié en brochure sous le titre, Au service de l'esprit. Ses interventions lors du congrès des intellectuels réuni à Paris en juin 1935 pour empêcher que ne soit évoquée l'affaire Victor Serge montrent qu'il n'était pas forcément d'une grande souplesse, ni ne faisait preuve d'une grande ouverture politique quand la pseudo-vérité sur l'URSS, celle que tous les communistes étaient censés défendre, était mise à mal publiquement en France.
Dans L'Humanité, il alerte sur la réalité du régime hitlérien, les persécutions anticommunistes et antisémites, le soutien de la grande bourgeoisie allemande aux nazis, le complot de l’incendie du Reichstag. Pour le journaliste Daniel Schneidermann (auteur de Berlin 1933. La presse internationale face à Hitler), sa plume fut « la plus clairvoyante, la plus efficace pour dire la folie montante de l’hitlérisme (…) celle qui a le mieux traversé l’apocalypse ».
En 1935, il fustige les accords de Rome, « que nous seuls, communistes, avons refusé de contresigner », et qui donnent les mains libres à l’Italie fasciste : « Le feu est mis à l’Éthiopie, et maintenant Mussolini menace de mettre le feu au monde entier (…) Mussolini libre de bafouer la conscience universelle, la loi de la jungle reconnue comme la seule règle internationale, c’est demain Hitler se jetant sur la Lituanie, sur l’Autriche, sur la Tchécoslovaquie, sur l’Alsace, sur la France… »
Les élections remportées par le Front populaire en mai 1936, et la période d'intense militantisme qui suit, son engagement au service de la cause républicaine espagnole (lui-même se rend sur le front de Bilbao en mai 1937), celui plus franco-français pour le succès de l'Exposition internationale « Arts et Techniques dans la Vie moderne » de 1937, redonnent à Vaillant-Couturier une stature véritablement nationale.
Le 2 février 1937, il est victime d'un attentat au revolver dont il réchappe sans dommage.

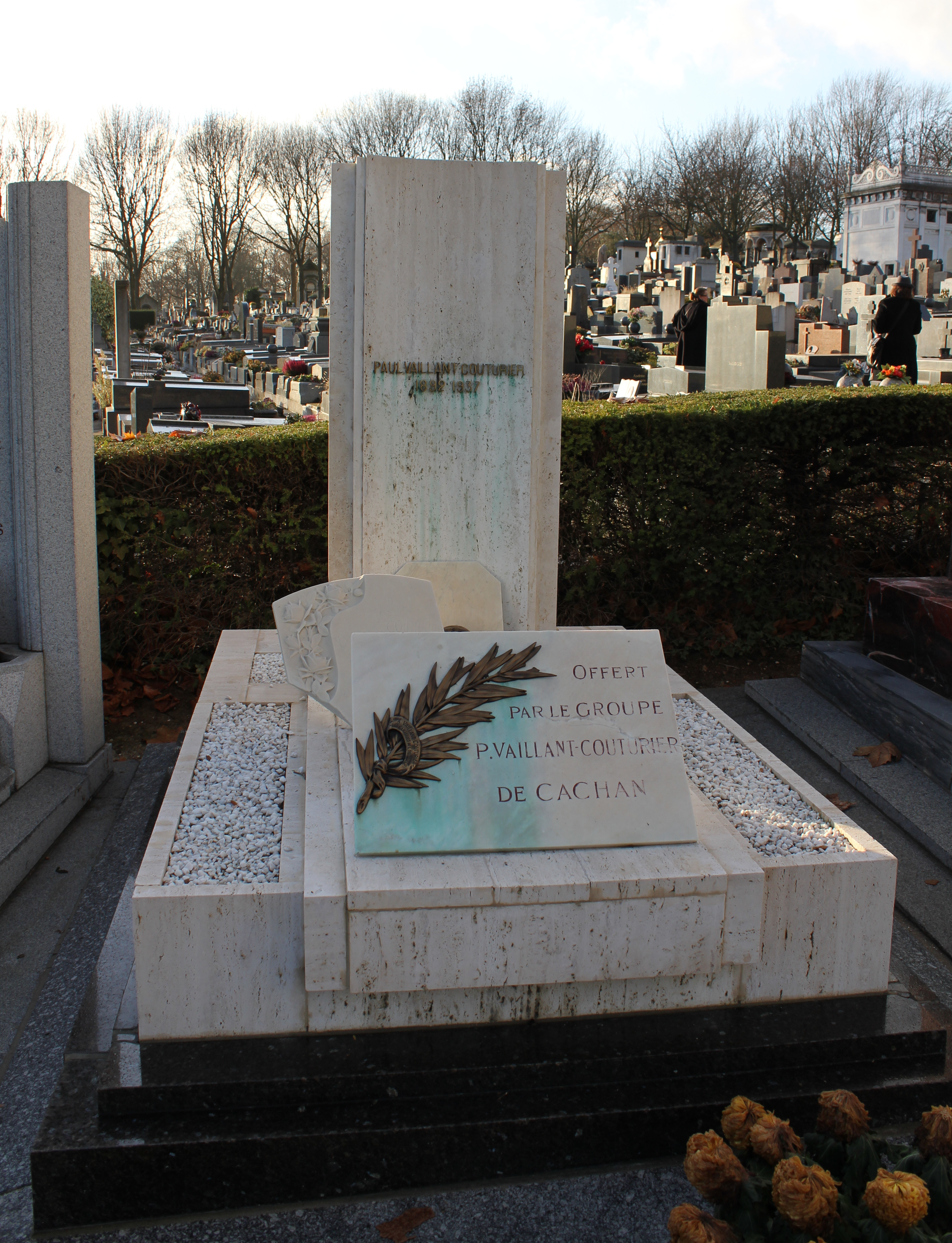
Tombe au cimetière du Père-Lachaise.

Lorsqu'il meurt subitement, en octobre 1937, à 45 ans, selon L'Humanité d'une violente crise hépatique, d'un infarctus du myocarde selon son médecin Charles Cachin, il est extrêmement populaire dans tous les milieux. Ses funérailles attirent une foule de sans doute plusieurs centaines de milliers de personnes. C'est une des dernières manifestations unitaires qui voit se côtoyer des hommes et des femmes appartenant à toutes les composantes du Front populaire. Le cortège funèbre traverse tout l'est de Paris, depuis la Maison des Syndicats, avenue Mathurin-Moreau, jusqu'au Père Lachaise où il est enterré à côté de la tombe d'Henri Barbusse, en face du Mur des Fédérés. Lui-même avait acheté une concession au cimetière de son village ariégeois, Sainte-Croix-Volvestre, et comptait s'y faire enterrer aux côtés de sa mère et de son père. Il est le premier dirigeant du Parti communiste à qui cet honneur est rendu.
De 1918 à la fin de sa vie, Paul Vaillant-Couturier a fait l'objet d'une surveillance constante de la part de la Sûreté. Son dossier relate, sur plusieurs centaines de pages, ses moindres faits et gestes, ainsi que ses déclarations.

## Vie privée
Paul Vaillant-Couturier est mort apparemment sans descendance. Il entretient des relations avec de nombreuses femmes, dont notamment Hélène Rytmann, future épouse de Louis Althusser. Une première fois, il épouse le 31 octobre 1923 à Bobigny une universitaire américaine polyglotte, préhistorienne puis journaliste-reporter sur les traces d'Henry de Monfreid, Ida Treat (1889-1978), dont il divorce après de longues années de séparation pour épouser, le 29 septembre 1937, Marie-Claude Vogel, sa jeune compagne depuis 1934.
Durant toute sa vie, Paul Vaillant-Couturier s'entoure d'amis et de proches, des écrivains et des artistes : Raymond Lefèbvre, Jean d'Espouy, Guy de la Battut d'abord, qu'il rencontre tous trois lors de ses années de lycée à Janson-de-Sailly, Léon Moussinac, ensuite, qu'il croise dans les milieux clartéistes en 1921 et 1922, le cinéaste Jean Lods, Vladimir Pozner, Louis Aragon qu'il côtoie dans les rangs de l'AEAR.
Léon Moussinac et lui ont fréquenté le groupe Octobre, auquel ils ont conseillé de rencontrer Jacques Prévert.

## Hommages
Un monument, dont l'érection a été voulue et programmée immédiatement, mais dont la guerre a retardé la réalisation, est érigé à Villejuif à sa mémoire en 1967. Des centaines de rues, avenues et boulevards en France portent son nom. Elles ont été baptisées ainsi en 1937, ou en 1945, dans toutes les villes alors dirigées par le PCF. Longtemps il fut l'objet de commémorations militantes. Chacun de ses anniversaires marquants voyait la publication d'un livre reprenant un choix de ses articles et préfacé par le secrétaire du PCF du moment. Georges Marchais a préfacé celui qui fut écrit par Roland Leroy en 1987.
Une station du métro de Paris à Villejuif porte son nom sur la ligne 7.
Le Boulevard Paul Vaillant Couturier à Ivry-sur-Seine joint le Quai Marcel Boyer et la Place Léon Gambetta
Un Prix littéraire Paul Vaillant-Couturier a été décerné par le journal L'Humanité jusqu'en 1997.

## Œuvres
- La Visite du berger : poèmes, Éditions du temps présent, Paris, 1913
- La Guerre des soldats : le champ d'honneur, (avec Raymond Lefebvre), préface de Henri Barbusse, Éditions Flammarion, 1919
- Une permission de détente, Éditions Flammarion, 1919
- Lettres à mes amis (1918-1919), préface de Raymond Lefebvre, Éditions Flammarion, 1920
- Treize danses macabres, illustrations de Jean d'Espouy, Éditions Clarté, 1920
- Trains rouges : poèmes, Éditions Clarté, 1922 [lire en ligne sur Gallica]
- Un mois dans Moscou la rouge : la vérité sur "l'enfer" bolchevik, Éditions du reportage populaire, 1926 [lire en ligne sur Gallica]
- Le bal des aveugles, Éditions Flammarion, 1927
- Le Père Juillet : tragi-farce en deux parties et un intermède, (avec Léon Moussinac), Éditions Au sans-pareil, 1927
- Trois conscrits - Le monstre - Asie, Bureau d'éditions, 1929
- The French boy, Éditions J.B. Lippincott, 1931
- Les bâtisseurs de la vie nouvelle : neuf mois de voyage dans l'URSS du plan quinquennal. Les géants industriels, Bureau d'édition, 1932
- Jean-sans-pain : histoire pour tous les enfants, avec des images de Charles Picart le Doux, Éditions sociales internationales, 1921, réédité en 1933 avec des illustrations de Jean Lurçat
- Le Malheur d'être jeune, illustrations de René Dubosc, Éditions nouvelles, 1935 ; rééd. aux Éditions du Détour, préface de Danielle Tartakowsky, 2021
- Poésie : œuvres choisies, préface de Léon Moussinac, Éditions sociales internationales, 1938
- Enfance, souvenirs d'enfance et de jeunesse, Éditions ESI, 1938 (préface d'Aragon, réédité en 1946)
- Nous ferons se lever le jour, introduction de Marcel Cachin, Éditions Hier et aujourd'hui, 1947
- Histoire d'âne pauvre et de cochon gras, dessins de Charles Picart Le Doux, Éditions La Farandole, 1956
- Vers les lendemains qui chantent, préfaces de Jacques Duclos, Marcel Cachin et Maurice Thorez, Éditions sociales internationales, 1962
- Textes littéraires : choisis et présentés par André Stil, Éditeurs français réunis, 1966

## Brochures politiques
- À ceux des champs, Éditions de L'Humanité, 1920
- Députés contre parlement : lettre aux camarades de l'ARAC, Association républicaine des anciens combattants, 1920
- Poincaré et la guerre, Éditions de L'Humanité, 1922
- Trois mois de misère en Allemagne, Éditions de L'Humanité, 1923
- Sabre et toque, Bureau d'éditions, 1929
- Les bâtisseurs de la vie nouvelle : neuf mois de voyage dans l'URSS du plan quinquennal, Bureau d'éditions, 1932
- Vers la société sans classes, Bureau d'éditions, 1932
- Au service de l'esprit, Éditions ESI, 1936
- Parler au peuple, Éditions du comité populaire de propagande, 1936
- Guerre, assassinat, trahison, sabotage, le procès du centre de réserve trotskyste-zinovieviste, Bureau d'éditions, 1937 (avec Marcel Cachin)

### Filmographie
- 1937 : La Vie d'un homme, documentaire réalisé par Jean-Paul Le Chanois